# ES Sétif
ES Sétif er en fodboldklub fra Algeriet, der blev grundlagt i 1958. Klubben spiller sine hjemmekampe på Stade 8 Mai 1945. ES Sétif er en af de mest succesfulde fodboldklubber i Algeriet. Klubben har vundet algeriske Ligue Professionnelle 1 seks gange og den algeriske Cup otte gange. De er også en af kun tre algeriske klubber som har vundet CAF Champions League, en turnering som de vandt i 1988 og 2014.

## Titler
Algerian Ligue Professionnelle 1
i 1967–68, 1986–87, 2006–07, 2008–09, 2011–12, 2012–13, 2014–15, 2016–17
Algeriets Cup
vinder i 1963, 1964, 1967, 1968, 1980, 1989, 2012
Forgænger til CAF Champions League
vinder i 1988
CAF Champions League
vinder i 2007, 2008
Afro-Azië Cup
vinder i 1989

## Notable spillere
For en fuld liste over spillere fra ES Sétif, se Kategori:Fodboldspillere fra ES Sétif
- Nacer Adjissa
- Laid Belhamel
- Isâad Bourahli
- Faouzi Chaouchi
- Abdelmoumene Djabou
- Lamouri Djediat
- Farès Fellahi
- Abderahmane Hachoud
- Lazhar Hadj Aïssa
- Samir Hadjaoui
- Nabil Hemani

Algeriet
- Messaoud Koussim
- Abdelkader Laïfaoui
- Khaled Lemmouchia
- Kheïreddine Madoui
- Hocine Metref
- Antar Osmani
- Slimane Raho
- Abdelhamid Salhi
- Abdelhakim Serrar
- Abdelmalek Ziaya
- Malik Zorgane

Afrika
- Francis Ambané
- Rémi Adiko
- Serey Die